# Aceite de pie de buey

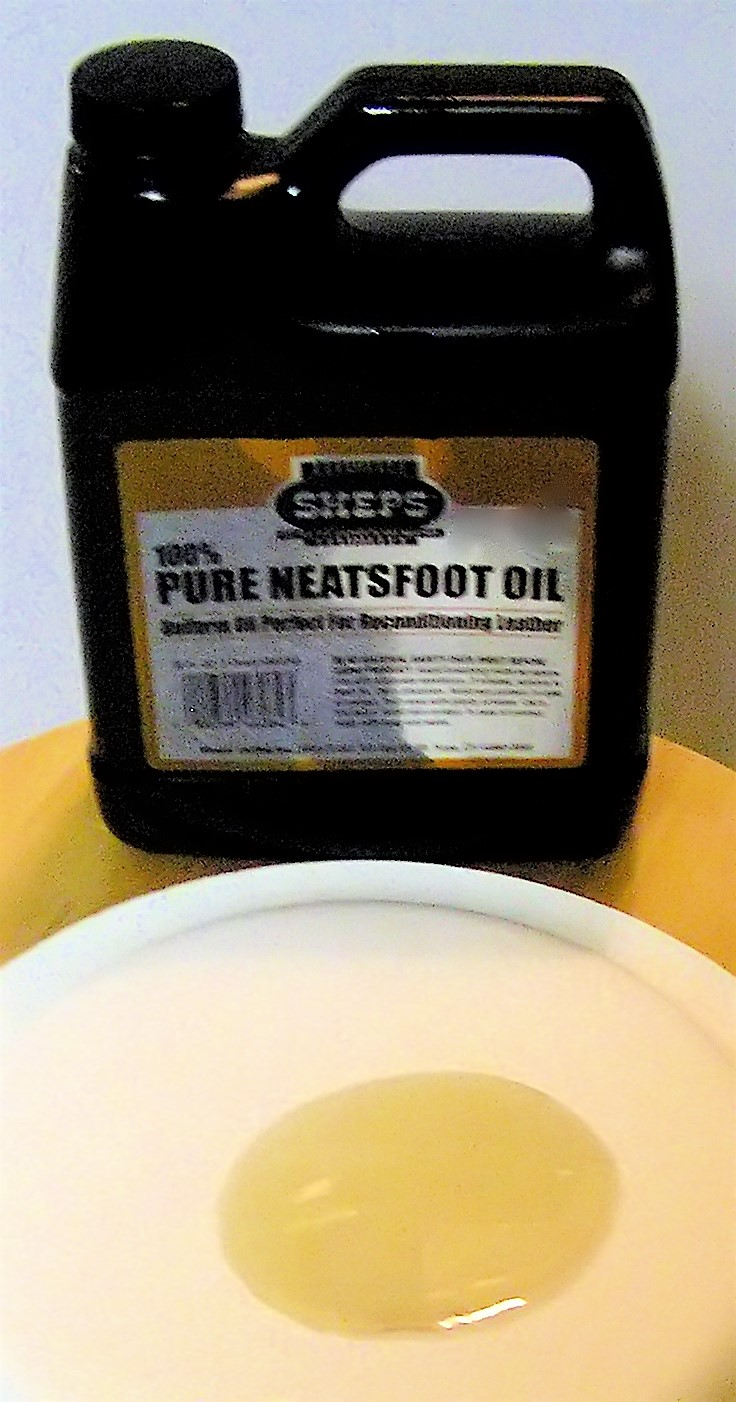
Aceite de pie de buey

Se denomina aceite de pie de buey a aquel que se obtiene abandonando a sí mismo el decocto acuoso de los pies de buey separados de su pezuña, retirando el líquido que sobrenada y vertiéndolo en grandes depósitos donde se depura por el reposo.
Este aceite ha servido para engrasar las ruedas de las máquinas delicadas, especialmente en relojería, así como también los cueros de los arneses. En ocasiones, se ha empleado contra la tisis en vez del aceite de hígado de bacalao.